# Blankenship-Gletscher
Der Blankenship-Gletscher ist ein steiler Gletscher im ostantarktischen Viktorialand. In der Royal Society Range fließt er in nördlicher Richtung zwischen dem La Count Mountain und dem Bubble Spur zum Ferrar-Gletscher.
Das Advisory Committee on Antarctic Names benannte ihn 1992 nach dem US-amerikanischen Geophysiker Donald D. Blankenship vom Geophysical and Polar Research Center der University of Wisconsin, der zwischen 1978 und 1982 mehrfach auf der Station Dome C in Ostantarktika und ab 1989 für das Byrd Polar and Climate Research Center der Ohio State University tätig war.